# 吉鴻昌
吉 鴻昌（きつ こうしょう）は中華民国の軍人。国民軍、国民革命軍の軍人。後に中国共産党に加入し、察哈爾民衆抗日同盟軍の最高幹部の1人となった。原名は恒立。別号は世五。

## 事績

### 国民軍での台頭
茶館経営者の子として生まれる。1910年（宣統2年）春、扶溝城の首飾店の学徒となったが、劣悪な待遇に耐えかねて店を辞める。吉鴻昌は郾城の兵站に赴き、馮玉祥率いる左路備補軍第2団で兵士となった。以後、吉は着実に昇進を重ねていく。1924年（民国13年）10月、馮玉祥が北京政変（首都革命）を発動し、国民軍が結成される。その翌年春に吉は綏遠都統署副官処長に任ぜられ、5月には同署警務処長兼騎兵団長に移った。
南口大戦最中の1926年（民国15年) 6月、駐甘（甘粛）司令劉郁芬率いる軍が蘭州で危機に陥る。命を受けた吉鴻昌は、綏遠都統署の軍を再編して第12師第36旅を結成し、その旅長となる。そして蘭州へ急行し、国民軍に敵対する甘粛の地方軍を撃破して劉を危地から救った。

### 国民革命軍での活躍
同年9月17日、馮玉祥が五原誓師を行い、国民軍を国民聯軍に改組し、全軍で中国国民党に加入した。翌月、吉鴻昌は孫良誠に随従して陝西督軍劉鎮華に包囲された友軍（楊虎城らの軍）を救援に向かい、劉率いる鎮嵩軍を撃破した。1927年（民国16年）4月、国民聯軍が国民革命軍第2集団軍に改組されると、吉は第2軍第19師師長に任命され、潼関県を守備している。5月1日、河南省で奉天派の韓麟春・張学良率いる安国軍第3、4方面軍に包囲されていた直隷派・河南保衛軍総司令の靳雲鶚が易幟して救援を求めると、馮玉祥は張発奎率いる第1集団軍第4方面軍第1縦隊とともに河南省への北伐を決行する。5月6日、吉も潼関を出撃、西端の閿郷県から入省すると26日に洛陽、続いて鞏県を次々と攻略する。7月には、黄河渡河作戦を決行し、北部新郷の奪取に成功し、安国軍を駆逐した。この軍功により、第19師は馮から「鉄軍」の称号を授かっている。その後も、靳雲鶚に攻撃を加え、北伐軍の後顧の憂いを断っている。
しかし1928年（民国17年）、済南事件で蔣介石が日本軍に強い態度をとらなかったことに吉鴻昌は悲憤慷慨し、一時帰郷して暫時休養している。まもなく隊に戻ったが、第2集団軍の軍縮・再編に際して吉は上司の孫良誠と対立し、それが原因で第19師は解散されてしまい、吉自身は陸軍大学特訓班へ送られてしまった。同年冬、吉は改めて国民革命軍第30師師長に任ぜられた。1929年（民国18年）春、寧夏省に駐留し、進攻してきた馬家軍を撃退している。5月、第10軍軍長に昇進し、7月には第7軍軍長門致中の後任として寧夏省政府主席となった。この頃の吉は蔣に反感を覚えながらも、内政改革推進の立場から、馮が進める反蔣内戦にも反対していた。そのため国民軍の旧幹部からは誤解や忌避を受けていたとされる。

### 共産党掃討戦での思想の変化
それでも吉鴻昌は、1929年（民国18年）10月に馮玉祥と蔣介石との戦争が開始されると、寧夏から出撃して馮側についた。翌年3月、代理総司令鹿鍾麟は吉の姿勢を疑い、突然これを拘留する挙に出るが、幸いにして馮の口添えがあって吉は難を逃れた。中原大戦では吉率いる軍は蔣軍相手に勇戦し恐れられたが、最終的には反蔣軍は敗北してしまう。戦後、蔣は吉の能力を高く評価してこれを篭絡せんとし、吉を第22路軍総指揮兼第30軍軍長に任ずるなど優遇した。
1930年（民国19年）11月から、吉鴻昌は中国共産党の鄂豫皖根拠地包囲攻撃（第1次共産党掃討戦）に参加したが、大敗を喫してしまう。翌1931年（民国20年）からは、共産党の地下工作員からの働きかけがあり、さらには根拠地を吉自ら偵察するなどしているうちに、共産党の思想へと次第に傾き始めた。3月の第2次共産党掃討戦では、吉は戦闘参加を暗にボイコットする。5月、共産党に呼応した蜂起を行おうとまで企んだが、すでに吉の姿勢を察知していた蔣の軍事的・政治的手配でそれは決行できなかった。9月から吉は部隊を離れて外遊に赴き、日本や欧米諸国を視察した。

### 察哈爾民衆抗日同盟軍
1932年（民国21年）1月に吉鴻昌は帰国し、共産党華北政治保衛局などと連絡を取り合う。8月には湖北省で旧部隊の蜂起を敢行しようと図った。しかし、これは失敗に終わり、国民政府から指名手配を受けてしまう。同年秋、吉は正式に共産党に加入した。9月からは馮玉祥と密談し、張家口などで抗日反蔣の蜂起を準備し始める。翌1933年（民国22年）1月、長城抗戦が勃発する。同年5月26日、馮と吉は、張家口で察哈爾民衆抗日同盟軍の成立を宣言した。馮が総司令、佟麟閣が第1軍軍長、吉が第2軍軍長となっている。6月20日、吉は前敵総指揮に任命され、7月12日にはドロンノール（多倫）を急襲、攻略する軍功をあげ、国内でも大きな名声を得た。
しかし、国民政府中央の蔣介石・汪兆銘（汪精衛）は同盟軍の存在を許さず、何応欽に命じて同盟軍を包囲して圧力を加えた。このため8月4日には馮玉祥が下野に追い込まれ、同盟軍は事実上解散となった。同盟軍の多くは宋哲元軍に合流したものの、吉鴻昌や方振武はこれに応じず、抗日反蔣の軍事活動を継続する。しかし日本軍・国民党軍の挟み撃ちに遭う形となって軍の損害は大きく、10月16日、吉・方は国民革命軍第32軍軍長商震に事実上降伏した。北平へ護送される途中、方は吉の助言により脱走し、吉も護送人員の配慮により逃亡している。

### 最期
これ以後も、吉鴻昌は天津のフランス租界に隠れながら、抗日反蔣の地下活動に従事した。1934年（民国23年）5月には、南漢宸と「中国人民反ファシスト大同盟」を結成し、吉は同盟中央委員会委員となっている。また雑誌『民族戦旗』を創刊した。しかし同年11月9日、国民党特務により吉は潜伏先の天津イギリス租界で逮捕される。24日、吉は国民党北平軍分会軍法処で銃殺刑を言い渡され、即日執行された。享年40（満39歳）。

## 注
1. ↑  徐友春主編（2007）、307頁と劉国銘主編（2005）、589頁による。徐玉珍（2005）、271頁は、「1895年10月18日（光緒21年9月初1日）」としている。
2. ↑  徐玉珍（2005）、271-272頁。
3. 1 2 3 4 5 6 7 8  徐友春主編（2007）、307頁。
4. 1 2 3 4 5 6 7 8  劉国銘主編（2005）、589頁。
5. ↑  徐玉珍（2005）、272頁。
6. ↑  戚 2001, p. 103.
7. ↑  徐玉珍（2005）、272-273頁。
8. ↑  徐玉珍（2005）、273頁、徐友春主編（2007）、307頁、劉国銘主編（2005）、589頁による。なおこの人事異動について、劉寿林ほか編（1995）、928頁は正式な省政府主席交代とはみなしていない。しかも、9月に吉鴻昌は門を追放して省政府主席であると「自任」した、としている。
9. ↑  徐玉珍（2005）、273頁。
10. ↑  徐玉珍（2005）、273-274頁。
11. ↑  徐玉珍（2005）、274-275頁。
12. ↑  徐玉珍（2005）、275-277頁。
13. ↑  徐玉珍（2005）、277-278頁。
14. ↑  徐玉珍（2005）、278-280頁。